# 傑弗里·維吉亞諾
傑弗里·維吉亞諾（義大利語：Jeffrey Viggiano，1984年7月24日—），意大利籃球運動員，現在效力於意大利籃球聯賽球隊Reyer Venezia Mestre。他曾經就讀於麻薩諸塞大學阿默斯特分校